# Tržišna kapitalizacija
Tržišna kapitalizacija jest ukupna vrijednost dionica u opticaju nekog javnog dioničkog društva koje posjeduju dioničari. Tržišna kapitalizacija jednaka je tržišnoj cijeni po dionici, pomnoženoj s brojem dionica u opticaju.
Tržišna kapitalizacija ponekad se rabi za rangiranje tvrtki po veličini, no ona ne odražava dugove niti financijske poluge koje se rabi za financiranje tvrtke. Također se koristi za rangiranje relativnih veličina burza kao mjera ukupne tržišne kapitalizacije svih tvrtki na pojedinoj burzi. Ukupna kapitalizacija burza ili ekonomskih regija ože se usporediti s drugim ekonomskim indikatorima poput Buffetovog indikatora.